# Периферна невропатия
Периферната невропатия е болест, засягаща нервите, и може да повлияе чувствителността, движението, жлезите или функции на органите. Може да повлияе на здравето и в други аспекти в зависимост от засегнатите нерви. Най-честите причини са болести, засягащи целия организъм (диабет или проказа), недостиг на витамини, лечение (химиотерапия, радиация), травми, прекалена употреба на алкохол, болести на имунната система, вирусна инфекция или целиакия.
Може да бъде и генетична или идиопатично придобита (без позната причина). В общоприетата медицина думата невропатия се приема по принцип за периферна невропатия.
|  | Тази страница частично или изцяло представлява превод на страницата Peripheral neuropathy в Уикипедия на английски. Оригиналният текст, както и този превод, са защитени от Лиценза „Криейтив Комънс – Признание – Споделяне на споделеното“, а за съдържание, създадено преди юни 2009 година – от Лиценза за свободна документация на ГНУ. Прегледайте историята на редакциите на оригиналната страница, както и на преводната страница, за да видите списъка на съавторите. ВАЖНО: Този шаблон се отнася единствено до авторските права върху съдържанието на статията. Добавянето му не отменя изискването да се посочват конкретни източници на твърденията, които да бъдат благонадеждни. |